# Olympische Sommerspiele 2008/Teilnehmer (St. Vincent und die Grenadinen)
| Gelbes Symbol für Goldmedaillen mit stilisierten Olympischen Ringen | Graues Symbol für Silbermedaillen mit stilisierten Olympischen Ringen | Braundes Symbol für Bronzemedaillen mit stilisierten Olympischen Ringen |
| ------------------------------------------------------------------- | --------------------------------------------------------------------- | ----------------------------------------------------------------------- |
| —                                                                   | —                                                                     | —                                                                       |

St. Vincent und die Grenadinen war mit der Teilnahme an den Olympischen Sommerspielen 2008 in Peking insgesamt zum 6. Mal bei Olympischen Spielen vertreten. Die erste Teilnahme war 1988.

## Leichtathletik
| Disziplin        | Männer      | Frauen           |
| ---------------- | ----------- | ---------------- |
| 100 Meter Sprint | Jared Lewis |                  |
| 400-Meter-Lauf   |             | Kineke Alexander |